# Червен (област Пловдив)
Вижте пояснителната страница за други значения на Червен.
Чѐрвен е село в Южна България. То се намира в община Асеновград, област Пловдив.

## География
Селото се намира в полите на Родопите на 30 км южно от Пловдив и на 10 км южно от Асеновград по пътя за Кърджали. То е изходен пункт за населените места Горнослав, Орешец, Добростан, Мостово, Врата, Сини връх, Бор и Три могили, както и за хижа „Марциганица“ и скалните масиви „Беланташ“ и „Кръстова гора“ (през село Мостово).
Намира се на 412 метра надморска височина.

## История
До 1934 година името на селото е Цървен.
За първи път името на селото се среща като Цървен в устава на Бачковския манастир от 1081 г. Предполага се, че на северозапад от днешното село е имало тракийско селище.

## Забележителности
Правят се хубави печени агнета, а от лозовите масиви в землището на селото се правят качествени червени вина. Покрай селото е съществувал един от най-старите манастири в България – „Св. Иван“. Когато Бачковския манастир е бил изгорен, монасите са се крили в него близо 100 г. По-късно го настига участта на повечето български манастири – изгорен е до основи от турците. А после е довършен от иманяри. И до днес личи мястото, на което е съществувал. В Червен има голяма църква – „Св. пророк Илия“, построена е през 1880 г., която се поддържа в добро състояние. В двора на църквата е и първото училище на селото. Също така има множество параклиси – „Св. Георги“, „Св. Марина“, „Св. Атанас“, „Успение Богородично“ и др.). На 4 км от селото, в гората, е разположена красива местност, наречена „Света Богородица“. Районът е с богата история. В центъра на селото има 300-годишен чинар, който през 1981 г. е обявен за вековно дърво и се защитава от държавата. В селото се развива предимно селско стопанство и туризъм.

## Редовни събития
На 1 октомври в местността „Света Богородица“, която е намира над селото, се организира събор.
На 15 август е празникът на селото и се организира събор 

## Други
- Снимки от село Червен
- 300-годишен платан (чинар) сред селото
- Църквата „Пророк Илия“
- Главната улица на с. Червен по пътя Пловдив-Кърджали